# Price.ru
Price.ru — один из первых российских интернет-сервисов сравнения цен и подбора товаров. Сервис образован в 1997 году и является частью холдинга S8 Capital.

## Статистика
Price.ru предоставляет пользователю максимально полную информацию о товарах и ценах, начиная с выбора товара для каждого пользователя и описания доступных моделей с их достоинствами и недостатками, и заканчивая информацией о ценах на рынке, продавцах, скидках, акциях, условиях доставки и оплаты.
Основная задача сервиса - обеспечение удобства и экономии времени пользователей, возможность сравнить цены на различные товары во множестве магазинов и выбрать самое выгодное предложение.
В Price.ru представлено около 20 млн товаров из различных категорий: смартфоны, бытовая техника, фото, видео и аудио техника, компьютеры и комплектующие, гаджеты и электроника, товары для дома и дачи, инструменты, климатическая техника, автомобильные гаджеты, товары для спорта и отдыха и многое другое. Свыше 4 000 магазинов-партнеров предлагают свои товары в 1100 категориях.

## История развития
В 1997 году Аркадий Морейнис, с подсказки своего приятеля Бориса Лозинского (директора по разработкам компании Консультант плюс), создал в Рунете сервис сравнения цен на товары Price.ru. На первоначальном этапе проект представлял собой справочник по ценам на ПК, комплектующие, гаджеты. Официальный день рождения Price.ru — 13 июня 1997 года
В 1999 году компанией заинтересовался Консультант плюс, который вошел в состав учредителей компании.
В 2001 году Price.ru открыл представительства в крупнейших городах России и Белоруссии, значительно расширил ассортимент и функциональность.
В 2001 году запущен был сервис «Честная игра» — сотрудники Price.ru звонят клиентам под видом покупателя и спрашивают, столько ли стоит тот или иной товар. Таким образом осуществляется контроль за соответствием цен, объявляемых на Price.ru, и цен реальной продажи..
В 2006 году с Аркадием Морейнисом связались представители «Рамблер медиа» с предложением купить 51 % Price.ru, Морейнис согласился. За Price.ru Морейнис получил «больше $5 млн, но меньше $10 млн», должность директора по разработкам и развитию проектов «Рамблер медиа» и 500 человек подчиненных.
В 2007 году Аркадий Морейнис объединил Rambler.ru и Price.ru. Поиск Rambler стал выдавать цены на товары с price.ru.
В 2008 году компания «Рамблер» заключила договор на приобретение оставшихся 49 % Price Express LLC («Price Express»), ведущей российской компании, занимающейся электронной коммерцией. Price.ru остался независимым брендом, но был сильнее интегрирован в сервисы и продукты «Рамблер».
В апреле 2013 года сервис контекстной рекламы Бегун был интегрирован с сервисом Price.ru в едином личном кабинете рекламодателя.
В апреле 2014 Price.ru внедрила сервис, позволяющий совершать покупки с помощью сканирования изображений на смартфон. Нововведение было представлено в среду на форуме РИФ+КИБ 2014 объединенной компанией Price.ru, Begun и Ferra.ru, входящей в холдинг Rambler&Co. Сервис видепокупок Price.ru является аналогом функции Amazon Flow.
В октябре 2014 года клиентам Price.ru стало доступно размещение товарных объявлений в поиске Google.
В декабре 2014 года Price.ru стал участником программы НОТА, площадки для приёма жалоб на поддельные товары..
2 марта 2015 года Price.ru представил обновленную версию сервиса.
В ноябре 2018 года Rambler Group продала 100 % Price.ru холдингу S8 Capital, принадлежащему бизнесмену Армену Саркисяну, для которого покупка одного из старейших маркетплейсов рунета стала стратегической сделкой. Покупка Price.ru дала «масштабный синергетический эффект», так как холдинг S8 Capital нацелен на создание цифровой платформы, объединяющей ряд сервисов и услуг.